# Reddingsmedaille (Turkije)
De Reddingsmedaille (Turks: "Tahlisiye Madalyasi") werd rond 1860, er is geen instellingsbesluit overgeleverd, ingesteld en draagt de tughra van de Ottomaanse Sultan Abdülmecit (1839-1861). De medaille werd toegekend voor reddingsacties op zee. Naar Engels voorbeeld werden in de 19e eeuw eerst particuliere, later regeringsmedailles voor het redden van drenkelingen toegekend.
Er zijn gouden medailles bekend maar voor zover bekend werden er alleen zilveren medailles met een diameter van 36 millimeter toegekend. Op de voorzijde staat het symbool van de stichter met daaromheen een bloemenkrans. Op de keerzijde staat binnen een arabesk de bloemrijke in het Arabisch gestelde opdracht "Ter herinnering aan een prijzenswaardige handeling en bedrevenheid in het redden van hen die in gevaar kwamen te verkeren".
De medaille is doorboord zodat er ruimte is voor de ring waarmee hij aan een oriëntaals uitziende en van zilver gesmede gesp is vastgemaakt.
Het 35 millimeter brede lint is voor de eerste reddingsactie rood, voor de tweede redding groen, dan wit, dan rood-groen-wit gestreept.
Misschien zijn de gouden medailles geslagen om een vijfde reddingsactie te honoreren maar zij zijn niet uitgereikt.